# Football League Two 2005-2006
La Football League Two 2005-2006, conosciuta anche con il nome di Coca-Cola League Two per motivi di sponsorizzazione, è stato il 48º campionato inglese di calcio di quarta divisione, nonché il 2º con la denominazione di League Two.
La stagione regolare ha avuto inizio il 6 agosto 2005 e si è conclusa il 6 maggio 2006, mentre i play off si sono svolti tra il 13 ed il 28 maggio 2006. Ad aggiudicarsi il titolo è stato il neo-promosso Carlisle United, al secondo successo nella competizione, dopo la vittoria ottenuta nel 1994-95. Le altre tre promozioni in Football League One, sono state invece conseguite dal Northampton Town (2º classificato), dal Leyton Orient (3º classificato, che risale dopo dodici anni nella categoria superiore) e dal Cheltenham Town (vincitore dei play off).
Capocannoniere del torneo è stato Karl Hawley (Carlisle United) con 23 reti.

## Stagione

### Novità
Al termine della stagione precedente, insieme ai campioni di lega dello Yeovil Town, salirono direttamente in Football League One anche lo Scunthorpe United (2º classificato) e lo Swansea City (3º classificato). Mentre il Southend United, 4º classificato, raggiunse la promozione attraverso i play-off. Il Kidderminster Harriers ed il Cambridge United, che occuparono le ultime due posizioni della classifica, retrocessero invece in Conference League National.
Queste sei squadre furono rimpiazzate dalle quattro retrocesse dalla Football League One: Peterborough United, Stockport County (relegato dopo quindici anni nel quarto livello del calcio inglese), Torquay United e Wrexham e dalle due promosse provenienti dalla Conference National: Barnet (tornato dopo cinque anni in Football League) e Carlisle United.

### Formula
Le prime tre classificate venivano promosse direttamente in Football League One, insieme alla vincente dei play off a cui partecipavano le squadre giunte dal 4º al 7º posto. Mentre le ultime due classificate retrocedevano in Conference League National.

## Squadre partecipanti
| Squadra             | Città                | Stadio               | Stagione precedente                              |
| ------------------- | -------------------- | -------------------- | ------------------------------------------------ |
| Barnet              | Londra (High Barnet) | Underhill Stadium    | 1º posto in Conference League National, promosso |
| Boston United       | Boston               | York Street          | 16º posto in Football League Two                 |
| Bristol Rovers      | Bristol              | Memorial Stadium     | 12º posto in Football League Two                 |
| Bury                | Bury                 | Gigg Lane            | 17º posto in Football League Two                 |
| Carlisle United     | Carlisle             | Brunton Park         | 3º posto in Conference League National, promosso |
| Cheltenham Town     | Cheltenham           | Whaddon Road         | 14º posto in Football League Two                 |
| Chester City        | Chester              | Deva Stadium         | 20º posto in Football League Two                 |
| Darlington          | Darlington           | The Darlington Arena | 8º posto in Football League Two                  |
| Grimsby Town        | Grimsby              | Blundell Park        | 18º posto in Football League Two                 |
| Leyton Orient       | Londra (Leyton)      | Brisbane Road        | 11º posto in Football League Two                 |
| Lincoln City        | Lincoln              | Sincil Bank          | 7º posto in Football League Two                  |
| Macclesfield Town   | Macclesfield         | Moss Rose            | 5º posto in Football League Two                  |
| Mansfield Town      | Mansfield            | Field Mill           | 13º posto in Football League Two                 |
| Northampton Town    | Northampton          | Sixfields Stadium    | 7º posto in Football League Two                  |
| Notts County        | Nottingham           | Meadow Lane          | 19º posto in Football League Two                 |
| Oxford United       | Oxford               | Kassam Stadium       | 15º posto in Football League Two                 |
| Peterborough United | Peterborough         | London Road          | 21º posto in Football League One, retrocesso     |
| Rochdale            | Rochdale             | Spotland Stadium     | 9º posto in Football League Two                  |
| Rushden & Diamonds  | Irthlingborough      | Nene Park            | 22º posto in Football League Two                 |
| Shrewsbury Town     | Shrewsbury           | Gay Meadow           | 21º posto in Football League Two                 |
| Stockport County    | Stockport            | Edgeley Park         | 22º posto in Football League One, retrocesso     |
| Torquay United      | Torquay              | Plainmoor            | 23º posto in Football League One, retrocesso     |
| Wrexham             | Wrexham              | Racecourse Ground    | 24º posto in Football League One, retrocesso     |
| Wycombe Wanderers   | High Wycombe         | Adams Park           | 10º posto in Football League Two                 |

## Classifica finale
|  | Pos. | Squadra            | Pt | G  | V  | N  | P  | GF | GS | DR  |
|  | ---- | ------------------ | -- | -- | -- | -- | -- | -- | -- | --- |
|  | 1    | Carlisle Utd       | 86 | 46 | 25 | 11 | 10 | 84 | 42 | +42 |
|  | 2    | Northampton Town   | 83 | 46 | 22 | 17 | 7  | 63 | 37 | +26 |
|  | 3    | Leyton Orient      | 81 | 46 | 22 | 15 | 9  | 67 | 51 | +16 |
|  | 4    | Grimsby Town       | 78 | 46 | 22 | 12 | 12 | 64 | 44 | +20 |
|  | 5    | Cheltenham Town    | 72 | 46 | 19 | 15 | 12 | 65 | 53 | +12 |
|  | 6    | Wycombe            | 71 | 46 | 18 | 17 | 11 | 72 | 56 | +16 |
|  | 7    | Lincoln City       | 66 | 46 | 15 | 21 | 10 | 65 | 53 | +12 |
|  | 8    | Darlington         | 63 | 46 | 16 | 15 | 15 | 58 | 52 | +6  |
|  | 9    | Peterborough Utd   | 62 | 46 | 17 | 11 | 18 | 57 | 49 | +8  |
|  | 10   | Shrewsbury Town    | 61 | 46 | 16 | 13 | 17 | 55 | 55 | 0   |
|  | 11   | Boston Utd         | 61 | 46 | 15 | 16 | 15 | 50 | 60 | –10 |
|  | 12   | Bristol Rovers     | 60 | 46 | 17 | 9  | 20 | 59 | 67 | –8  |
|  | 13   | Wrexham            | 59 | 46 | 15 | 14 | 17 | 61 | 54 | +7  |
|  | 14   | Rochdale           | 56 | 46 | 14 | 14 | 18 | 66 | 69 | –3  |
|  | 15   | Chester City       | 54 | 46 | 14 | 12 | 20 | 53 | 59 | –6  |
|  | 16   | Mansfield Town     | 54 | 46 | 13 | 15 | 18 | 59 | 66 | –7  |
|  | 17   | Macclesfield Town  | 54 | 46 | 12 | 18 | 16 | 60 | 71 | –11 |
|  | 18   | Barnet             | 54 | 46 | 12 | 18 | 16 | 44 | 57 | –13 |
|  | 19   | Bury (-1)          | 52 | 46 | 12 | 17 | 17 | 45 | 57 | –12 |
|  | 20   | Torquay Utd        | 52 | 46 | 13 | 13 | 20 | 53 | 66 | –13 |
|  | 21   | Notts County       | 52 | 46 | 12 | 16 | 18 | 48 | 63 | –15 |
|  | 22   | Stockport County   | 52 | 46 | 11 | 19 | 16 | 57 | 78 | –21 |
|  | 23   | Oxford Utd         | 49 | 46 | 11 | 16 | 19 | 43 | 56 | –14 |
|  | 24   | Rushden & Diamonds | 45 | 46 | 11 | 12 | 23 | 44 | 76 | –32 |

Legenda:
      Promosso in Football League One 2006-2007.
  Ammesso ai play-off.
      Retrocesso in Conference League National 2006-2007.
Regolamento:
Tre punti a vittoria, uno a pareggio, zero a sconfitta.
In caso di arrivo di due o più squadre a pari punti, la graduatoria verrà stilata secondo i seguenti criteri:
- differenza reti
- maggior numero di gol segnati

Note:

Il Bury è stato sanzionato con 1 punto di penalizzazione per il tesseramento irregolare di un proprio calciatore.

## Spareggi

### Play-off

#### Tabellone
|  | Semifinali | Semifinali      | Semifinali | Semifinali | Semifinali |  |  | Finale          | Finale          | Finale |  |
|  |            |                 |            |            |            |  |  |                 |                 |        |  |
|  | 7          | Lincoln City    | 0          | 1          | 1          |  |  |                 |                 |        |  |
|  | 4          | Grimsby Town    | 1          | 2          | 3          |  |  | Grimsby Town    | Grimsby Town    | 0      |  |
|  | 6          | Wycombe         | 1          | 0          | 1          |  |  | Cheltenham Town | Cheltenham Town | 1      |  |
|  | 5          | Cheltenham Town | 2          | 0          | 2          |  |  |                 |                 |        |  |

#### Semifinali
|                   | Risultati |                   | Luogo e data                 |
| ----------------- | --------- | ----------------- | ---------------------------- |
| Lincoln City      | 0-1       | Grimsby Town      | Lincoln, 13 maggio 2006      |
| Grimsby Town      | 2-1       | Lincoln City      | Grimsby, 16 maggio 2006      |
|                   |           |                   |                              |
| Wycombe Wanderers | 1-2       | Cheltenham Town   | High Wycombe, 13 maggio 2006 |
| Cheltenham Town   | 0-0       | Wycombe Wanderers | Cheltenham, 18 maggio 2006   |
|                   |           |                   |                              |

#### Finale
|              | Risultati |                 | Luogo e data                                 |
| ------------ | --------- | --------------- | -------------------------------------------- |
| Grimsby Town | 0-1       | Cheltenham Town | Cardiff (Millennium Stadium), 28 maggio 2006 |